# Cerro Azul (Chili)
Pour les articles homonymes, voir Cerro Azul.
Le Cerro Azul est un stratovolcan actif de la région du Maule au centre du Chili. Son altitude est de 3 788 mètres et il est surmonté d'un cratère d'une largeur de 500 mètres qui est ouvert au nord. Sous le sommet, le volcan comporte de nombreux cônes de scories et de cônes satellites.
Le Cerro Azul fut le théâtre des plus grandes éruptions connues d'Amérique du Sud qui se produisirent en 1846 et 1932.

## Toponymie
Cerro Azul est un terme espagnol signifiant en français « colline bleue »[pourquoi ?]. Il est parfois appelé Quizapu du nom de son cratère principal.

## Géographie

### Situation

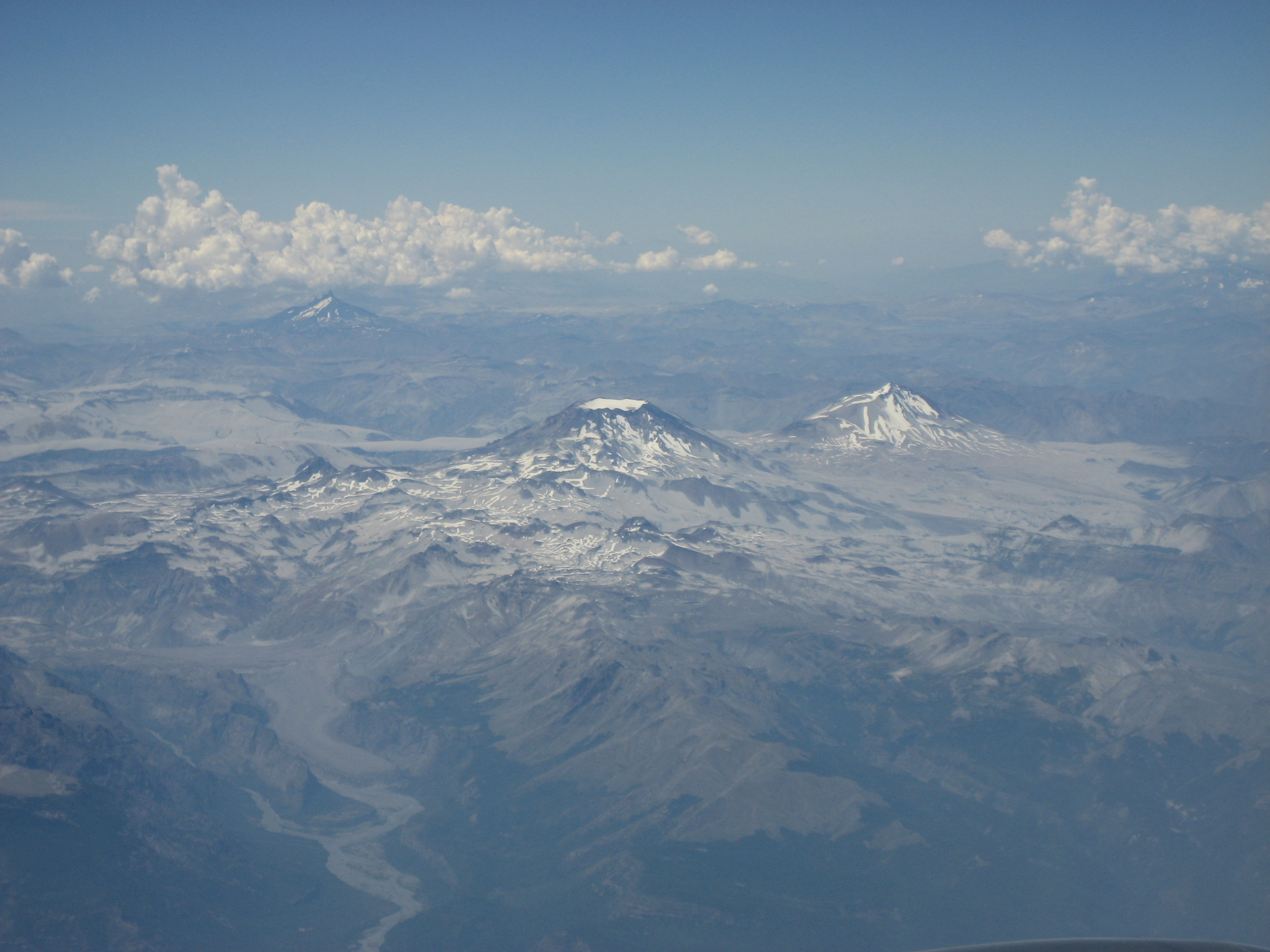
Vue du Descabezado Grande, au centre de l'image, et du Cerro Azul en arrière-plan.

Le Cerro Azul est situé au centre du Chili, à la limite des provinces de Curicó et Talca dans la région du Maule, à trente kilomètres environ à l'ouest de la frontière avec l'Argentine. Il se trouve à 80 kilomètres des villes de Curicó et Talca et 250 kilomètres au sud de la capitale Santiago. Le sommet s'élève dans la cordillère des Andes, à 3 788 mètres d'altitude. Il s'agit d'un stratovolcan actif appartenant à la zone volcanique sud des Andes (SVZ). Il se trouve entre le volcan Descabezado Grande, à sept kilomètres au nord, et la laguna de la Invernada au sud.
Le complexe volcanique Descabezado Grande–Cerro Azul comprend, en plus de ces deux édifices, plusieurs cônes satellites, dont douze cratères d'âge holocène.

### Topographie
Le cône volcanique du Cerro Azul a un volume de 11 km3.  Il est constitué de dépôts d'éjectas et de laves dacitiques à andésine. Il comporte plusieurs cratères volcaniques, dont le Quizapu sur le versant nord, où s'est déroulée la majorité des éruptions depuis le début de notre ère, mais également le Caracol (littéralement « escargot »), le cratère Los Quillayes, le cratère La Resolana et le cratère Sin Nombre (« sans nom »). Tous s'élèvent entre 2 000 et 3 000 mètres d'altitude, à l'exception du Quizapu, à 3 292 mètres d'altitude. Le sommet du volcan est couronné par un cratère asymétrique de 500 mètres de diamètre.
Le cratère Quizapu, qui s'est formé lors de l'éruption de 1846, est le plus marqué. Il porte également les noms de Cerro del Medio (« colline du milieu ») et Volcan Nuevo (« nouveau volcan »). Il s'est ouvert lors d'une éruption effusive de hornblende-dacite accompagnée d'éjectas et a été creusé par des éruptions phréatiques et stromboliennes entre 1907 et 1932. La montée en pression à l'intérieur du volcan a provoqué une plinienne en 1932. Le volume de lave émis au cours de ce seul événement est approximativement égal au volume total émis durant le reste de l'histoire du Quizapu. Bien que 9,5 km3 de roches et de lave aient été émis, aucun effondrement n'a été détecté à partir de la chambre magmatique. Le cratère préexistant étant déjà circulaire, cette dernière éruption n'a que peu remodelé le Quizapu. Il est haut de 150 à 250 mètres, le diamètre de son plancher est de 150 mètres et le diamètre au niveau de sa crête est de 300 à 350 mètres. Le fond du cratère repose à 2 928 mètres ; ses pentes intérieures ont une inclinaison de 34-35 %. Son versant extérieur occidental est recouvert par deux longues coulées de lave dacitique, probablement les restes d'un dôme ou d'une éruption. Le cratère est entouré de débris datant de 1932 et recouvert par des couches de scories et de cendres mafique de 50 mètres d'épaisseur.

### Géologie
Le volcanisme dans les Andes est provoqué par la subduction de la plaque de Nazca et partiellement la plaque antarctique sous la plaque sud-américaine. La zone volcanique sud des Andes (SVZ), dont fait partie le Cerro Azul, contient neuf champs volcaniques identifiés. C'est la plus active du Chili et il s'y produit une éruption par an en moyenne. La plus intense depuis le début de notre ère s'est déroulée au cratère Quizapu, sur le versant nord du Cerro Azul, tandis que les plus actifs sont le Llaima et le Villarrica.
Le Cerro Azul, comme le Descabezado Grande, repose sur le bouclier de Casitas, un plateau constitué d'une centaine de coulées de lave qui ont été émises au cours d'au moins douze épisodes volcaniques distincts au Quaternaire. Les couches de lave supérieures sont datées de 340 000 ans,.
Des traces d'activité glaciaire du Pléistocène résident dans les ravines de 500 mètres de diamètre présentes sur les versants du volcan. Ces déchirures à flanc de montagne ont révélé des strates rocheuses plus anciennes.

### Climat
Le Cerro Azul est situé dans une zone au climat méditerranéen, avec des été chauds et secs et des hivers doux et humides. Les températures et précipitations dépendent fortement de la topographie. Dans les Andes, la température maximale se situe en moyenne autour de 20 à 25 °C, tandis que la température minimale est inférieure à 0 °C. Les précipitations annuelles peuvent atteindre 800 mm.

### Faune et flore
La végétation des Andes dépend de l'altitude. Au-dessus de 1 600 mètres, les pentes des montagnes sont recouvertes de prairies alpines, tandis qu'à des altitudes plus basses des forêts de Nothofagus sp., des forêts hygrophylles et des forêts sclérophylles sont présentes. Bien qu'aucune étude complète de la flore du Chili central n'ait été menée, le nombre d'espèces de plantes est probablement supérieur à 2 000.

## Histoire

### Histoire éruptive
La première éruption connue du Cerro Azul remonte à 1846. Elle débute le 26 novembre, alors qu'aucune trace de fumerolle, d'activité sismique ou autres n'avait été observée jusque-là. La plupart des témoignages sur l'éruption proviennent d'autochtones, généralement bergers ou transporteurs à cheval (arrieros). L'un d'entre eux, qui avait établi son camp dans une vallée à sept kilomètres à l'est du Quizapu, rapporte avoir « entendu un grand bruit et observé un nuage de cendre » émanant de la montagne en fin d'après-midi. La nuit suivante, deux bergers près du site entendent un grondement continu, ponctué par des bangs sonores et des craquements « comme ceux d'éboulements rocheux ». Des éclairs et du tonnerre accompagnent le spectacle. Ils observent de nombreuses flammes bleues et sont étouffés par des gaz sulfurés. Des spectateurs situés à Talca entendent le bruit de l'éruption tandis que les odeurs sulfurées atteignent la ville le lendemain. Aucun témoigne ne fait mention de séisme ou de pluie de cendres, bien que les craquements et les explosions puissent provenir de coulées de lave ʻaʻā. Cette éruption est principalement de type effusif et survient au cratère Quizapu. Des laves de hornblende et dacite sont émises avec de petites quantités d'éjectas, qui ont été dégazés peu avant l'éruption. Les coulées s'épanchent dans la vallée Estero Barroso et à l'ouest dans la vallée du Río Blanquillo. Le 28 novembre, l'éruption perd en intensité et les bergers retournent à leur point d'observation initial. Ils y trouvent des champs de lave en bloc, encore chauds, fumants et en décompression avec des gaz et des flammes. Fasciné par le volcan, le géologue polonais Ignacy Domeyko se rend au Chili pour étudier le champ volcanique et constate qu'il est large de huit à neuf kilomètres carrés. Un siècle et demi plus tard, il a doublé de superficie.
Le volcan reste calme jusqu'au début du XXe siècle. Après un possible événement précurseur en 1903, le Cerro Azul entre une nouvelle fois en éruption en 1907. Jusqu'en 1914, des panaches et des nuages de cendre s'élèvent régulièrement du cratère, à plusieurs reprises de manière explosive. Le 8 septembre 1914, une explosion envoie un panache à six ou sept kilomètres de hauteur pendant huit minutes. En 1916, ces éruptions successives ont créé un cratère quasi identique à celui existant au début du XXIe siècle. Plusieurs éruptions phréatiques se produisent également. L'activité augmente jusqu'en 1926, période durant laquelle les explosions se font plus fréquentes et plus violentes. Du 2 novembre 1927 à 1929, elles sont pratiquement continues, avec des explosions souvent quotidiennes envoyant des panaches de cendres jusqu'à six ou sept kilomètres de hauteur. Le Quizapu grossit légèrement durant cette période. Avant 1932, le volcanisme est essentiellement phréatique ou fumerollique, comme le montre la faible quantité d'éjectas produits par les éruptions. Des clichés de 1912 mettent en évidence des panaches de vapeur pauvres en cendre s'élevant à un ou deux kilomètres au-dessus du cratère.
Avant 1932, aucune éruption plinienne ne s'est encore produite de mémoire d'homme. Toutefois, l'augmentation en fréquence d'éruptions mineures laisse envisager un événement majeur. Le 25 janvier, des observateurs basés à Malargüe en Argentine remarquent la présence d'un large nuage noir au-dessus du sommet. Le 9 avril, le volcan émet des gaz verts et commence à « beugler comme un taureau ». Le lendemain, le Cerro Azul entre finalement en éruption, envoyant une colonne de gaz blanche dans les airs. Après dix heures du matin, elle vire au noir avec la présence de cendres et commence à prendre la forme d'un parapluie. Elle est dispersée par le vent vers Puesto El Tristan, en Argentine, à 47 kilomètres de distance, où des pluies s'abattent dès treize heures. À partir de seize heures, elles sont accompagnées de particules grossières, de lapilli et de quelques ponces. L'éruption de 1932 est l'une des plus importantes du XXe siècle dans le monde. Elle a émis 9,5 km3 de lave, des éjectas dacitiques accompagnés par de la rhyodacite, de l'andésite et de minuscules quantités de scories andésitiques et basaltiques. Une des explosions dure pendant 18 heures, créant un dépôt « exceptionnellement uniforme ». Des panaches sont observés jusqu'à trente kilomètres de hauteur. Des phénocristaux similaires à ceux de l'éruption effusive de 1846 sont produits. Peu de temps après, le Tinguiririca et le Descabezado Grande entrent à leur tour en éruption, envoyant des nuages de cendre sur une distance de 800 kilomètres en Argentine. L'éruption du Cerro Azul atteint au moins 5 sur l'échelle de l'indice d'explosivité volcanique.
Depuis 1932, le Quizapu n'a pas connu d'événement supérieur à 2 sur cette échelle. En 1949 et 1967, de petits nuages de cendre ont été rapportés mais, en 1980, aucun autre signe d'activité que des fumerolles ne se fait sentir.

### Sources
- (en) Wes Hildreth et Robert E. Drake, « Volcán Quizapu, Chilean Andes », Bulletin of Volcanology, no 54 (2),‎ 1992, p. 96